# AssaultCube
AssaultCube (conosciuto in passato come ActionCube) è un videogioco sparatutto in prima persona, consistente in una versione modificata di Cube, anch'essa però basata sul motore grafico Cube.
Esso è open source, freeware e multipiattaforma, disponibile gratuitamente per le piattaforme Microsoft Windows, Linux e macOS. Tuttavia, anche se Cube engine è distribuito sotto la licenza di software libero, parti integranti del gioco, come i media, sono distribuite sotto licenze non libere.

## Caratteristiche
AssaultCube è stato progettato per essere molto più realistico di Cube mantenendo però, sempre lo stesso stile. In confronto con altri giochi, è più lento di Quake ma più veloce di Counter-Strike.  Anche se essenzialmente orientato al multiplayer, è possibile anche giocare in singolo, contro dei bot. Il giocatore, prima di dar via ad una partita, potrà scegliere con quale fazione giocare. Ci sono due squadre differenti, chiamate Cubers Liberations Army (CLA) e Rabid Viper Special Forces (RVSF).

Nonostante la sua grafica e il gameplay molto semplici, AssaultCube ha tutt'oggi una base di giocatori molto consistente, grazie anche alla presenza di numerosi server gestiti dagli utenti, disponibili in qualsiasi momento. AssaultCube inoltre, vanta molti clan che partecipano a svariati tornei. Il motivo del suo successo, sempre più in ascesa, è dovuto al fatto che non richiede un hardware potente, ha un gameplay e una grafica molto semplici, ed è disponibile per tutte le piattaforme.
Il gioco mantiene un bug già presente in Cube, ovvero la possibilità di effettuare lo straferunning per muoversi molto più velocemente. Questa caratteristica non è stata mai rimossa per renderlo più interessante, e soprattutto simile al bunny hopping in Quake. Un'altra caratteristica poco realistica, è quella di poter usare il rinculo delle armi (che spinge verso l'indietro) per effettuare mosse che consentono di raggiungere punti che altrimenti sarebbero impossibile da raggiungere. Anche questo è stato progettato appositamente per favorire i giocatori.
L'arsenale di AssaultCube consta di armi fittizie, ma che rispecchiano alcune caratteristiche della tipologia cui esse appartengono, come in ogni sparatutto in prima persona: il fucile d'assalto, la mitraglietta, il fucile di precisione, la carabina, lo shotgun, la pistola e il coltello. Il gioco offre anche un editor di mappe interno, molto facile da usare. Molte mappe sono state ricreate da altri giochi - come per esempio, "de_dust2" da Counter-Strike.

## Modalità di gioco
Le modalità di gioco sono 12, escludendo quelle in cui si fa uso di bot, e sono:
- Deathmatch e Team Deathmatch
- One Shot One Kill e Team One Shot One Kill (Solo fucile di precisione)
- Last Swiss Standing (Solo coltelli e granate)
- Survivor e Team Survivor (Le squadre combattono finché una delle due vince)
- Pistol Frenzy (Solo pistole, coltelli e granate)
- Capture The Flag (Cattura bandiera)
- Keep The Flag e Team Keep The Flag
- Hunt The Flag

## Sviluppo
Lo sviluppo del gioco iniziò nel luglio del 2004 da alcuni membri della comunità di Cube. La prima versione ufficiale venne distribuita nel novembre 2006. Il progetto prevedeva di creare un gioco completamente nuovo, che fosse però semplice e realistico nello stesso tempo, nonché molto giocabile.
Il 6 maggio 2007, ActionCube è stato rinominato AssaultCube per richiesta dei sviluppatori di Action Quake. L'ultima versione al momento disponibile è la 1.2.0.2, pubblicata il 10 novembre 2013.